# Бенито Руано, Элой
Элой Бенито Руано (исп. Eloy Benito Ruano; 1 декабря 1921, Олиас-дель-Рей, провинция Толедо — 22 апреля 2014) — испанский историк-медиевист.
Учился на получение степени бакалавра в период Гражданской войны в Испании. После войны он был инспектором в полиции Франко и был членом общественно-политической бригады. Затем он поступил в университет Ла-Лагуна на Канарских островах, изучая историю искусств и завершив образование в Центральном университете Мадрида с отличием в 1948 году. В том же году он стал ассистентом профессора в университете Мадрида и до 1958 года занимал должность адъюнкт-профессора истории Испании, в 1956 году получил докторскую степень, защитив диссертацию о политической жизни Толедо в XV веке, которая была позже опубликована в виде отдельной книги.
За эти годы он получил различные стипендии и гранты от испанских и зарубежных институтов, что позволило ему расширить свои исследования, которые он проводил в различных университетах Испании и Франции. В 1964 году Бенито Руано возглавил кафедру истории Испании в университете Овьедо, переехав в Астурии, где оставался до 1981 года. В этот период жизни он стал одним из основателей журнала Asturiensia Medievalia и активно участвовал в различных международных конгрессах и семинарах. В 1981 году он стал профессором средневековой истории Испании в Национальном университете дистанционного образования, вследствие чего он вернулся в Мадрид. После его выхода на пенсию он сохранил звание почётного профессора.
В 1988 году стал академиком Королевской академии истории (будучи с 1972 года её членом-корреспондентом), в 1997 году — Королевской академии врачей, в 1997 году — Европейской академии наук и искусств.